# Entre Ríos
 "Entre Rios" omdirigeres hertil. For andre betydninger af Entre Rios, se Entre Rios (flertydig).
Provinsen Entre Ríos (spansk: Provincia de Entre Ríos) er en provins i det nordøstlige Argentina, som grænser mod naboprovinserne Provincia de Buenos Aires, Corrientes, Provincia de Santa Fe, samt til nabolandet Uruguay. 
Provinsen dækker et areal på 78.781 km2
og et befolkningstal på ca. 1.425.578 (2022) indbyggere. 
Hovedstaden Paraná med 250.000 indbyggere ligger ved floden Rio Paraná. Andre byer inkluderer Concordia, Gualeguaychú og Concepción del Uruguay.